# Particuliere rechter
Een particuliere rechter is een persoon die oordeelt in het proces van arbitrage, arbitrage is dan ook een vorm van particuliere rechtspraak. De rechtspraak is particulier omdat de rechter in tegenstelling tot overheidsrechtspraak door beide partijen wordt aangesteld. Al in het oude Rome kende men in de rechtspraak de particuliere rechter, de iudex privatus. Hij besliste op grond van eerlijkheid en was niet gebonden aan de wet. Hij wordt daarom ook wel de billijkheidsrechter genoemd. Zijn beslissing was al in het oude Rome bindend. 

## Nederland
Tegenwoordig wordt zelden meer gesproken van particuliere rechtspraak. Men gebruikt vaker de naam arbiter of scheidsrechter, niet te verwarren met de persoon bij een sportwedstrijd. Arbitrage in Nederland vindt praktisch altijd plaats door juristen die conform de wet rechtspreken. Sinds kort is er de particuliere rechter die net als in het oude Rome principes voorop stelt. De particuliere rechter doet daarmee eigenlijk niet veel anders dan andere rechters en arbiters, zij het dat de laatste niet altijd even duidelijk zijn over hun startpunt. 